# 為房卿記
為房卿記（ためふさきょうき）は、後三条・白河・堀河・鳥羽天皇に蔵人・蔵人頭として仕え、大蔵卿・参議として活躍した藤原為房の日記で、「大記」「大御記」「大府記」とも呼ばれる。
延久2年（1070年）から永久2年（1114年）までの記録があるが、治暦年間（1065年-1068年）頃から記していたとも言われるが、京都大学文学部所蔵の自筆1巻を残し、ほとんどが散逸する。ただ、鎌倉期の古写本が京都大学や陽明文庫・宮内庁書陵部などに残る。院政政治についての内容が現存しているが、一年分を完備した年はなく断続的である。また、永保元年（1081年）秋の熊野詣の記事は特に「為房卿熊野参詣日記」として取り上げられることがある。 当時の政治や社会状況を知る上では重要な歴史資料。刊本としては、部分的ではあるが、『大日本史料』第3編や『歴代残闕日記』第7冊、『翻刻為房卿記』（『史聚』第10号）に掲載。